# Pascal Kleßen
Pascal Kleßen (* 27. April 1992 in Erfurt) ist ein ehemaliger deutscher
Schauspieler.

## Leben
Kleßen wohnt in der Nähe von Erfurt. 2007 hatte Kleßen in der Kinderkrimiserie krimi.de (Folge: „Bitte recht freundlich“) seinen ersten Filmauftritt. Von 2009 bis 2011 spielte Kleßen in der Kinder- und Jugendserie Schloss Einstein den Emo Bertram „Berti“ Fußman. Nach der Rolle bei Schloss Einstein war Kleßen nicht mehr als Schauspieler tätig.

## Filmografie
- 2007: Krimi.de – Bitte recht freundlich!
- 2009–2011: Schloss Einstein als Bertram "Berti" Fußmann (Hauptrolle)